# Białogóra (Wybrzeże Słowińskie)
Białogóra – wzniesienie o wysokości 16,7 m n.p.m. na Wybrzeżu Słowińskim, położone w woj. pomorskim, w powiecie puckim, w gminie Krokowa, na obszarze Nadmorskiego Parku Krajobrazowego, ok. 0,5 km od brzegu Morza Bałtyckiego. Teren wzniesienia został objęty specjalnym obszarem ochrony siedlisk Białogóra.
Ok. 0,4 km na południe od wzniesienia przepływa Białogórska Struga. Ok. 2 km na południowy zachód znajduje się wieś Białogóra.
Do 1945 r. poprzednią niemiecką nazwą była Wießer-Berg. W 1949 r. ustalono urzędowo polską nazwę Białogóra.